# Los Viajes Del Viento
Los Viajes Del Viento is een Colombiaanse roadmovie uit 2009 onder regie van Ciro Guerra.

## Inhoud
Na de dood van zijn vrouw gaat Ignacio Carrillo op reis naar de noordelijke rand van Colombia om zijn accordeon terug te geven aan de rechtmatige eigenaar, zijn leermeester, die hem het instrument ooit heeft geschonken. De emotioneel verlamde Ignacio heeft gedurende zijn leven de dorpen en de streken van Noord-Colombia doorkruist met het vertolken van traditionele liederen, maar na zijn huwelijk zijn nomadische bestaan ingeruild voor een honkvast verblijf in het dorpje Majagual, Sucre. Het muziekgenre vallenato kent vier officiële basisritmes – paseo, merengue, puya en son – die als kwartet worden beheerst door een magnifiek accordeonist. Ignacio besluit zijn trekzak voorgoed aan de wilgen te hangen.
De jonge Fermín Morales, die eveneens "juglar" wil worden, laat zijn vriendin achter en vergezelt de oudere Ignacio in de hoop dat hij hem de pingels van het vak wil bijbrengen. Ignacio zit tijdens de reis bijkans voortdurend op zijn geliefde ezel, met zijn accordeon op de rug, doch niet willende spelen op het gedoemde instrument. Het reizende tweetal trekt van Majagual naar Taroa, een afgelegen niemandsdorp ver voorbij de Guajira-woestijn. Ignacio neemt, aangemoedigd door de enthousiaste Fermín, deel aan een accordeonduel op het Festival de la Leyenda Vallenata, waarbij competitieve trekharmonicaspelers na uitmuntend spel door uitdager Meyo Castro via de talisman om zijn hals met magie uit hun ritme worden gehaald. Door een aanval met een mes behoeft de betoverde trekzak nodig een reparatiebeurt en brengt het bijzondere duo een bezoek aan de zonderlinge Nine, die op het eindpunt van een berg uitkijkt over een prachtige omgeving, maar zijn dagen in feite eenzaam drinkend voorbij zuipt.
Ignacio weigert het talent van zijn jonge reisgezel te erkennen, maar Fermín wil zich later op hun reis bewijzen door een groep "trommelaars" te onderbreken en zijn eigen kunsten ten gehore te brengen. Het aanvankelijke gejoel slaat om in diepe bewondering van begeleider en groep wanneer de jongen de sterren van de hemel speelt. Na het incident geeft de oude zuurpruim nog steeds niet toe dat zijn volgeling wel degelijk over muzikale aanleg beschikt. De wegen van beide tegenpolen leiden naar andere richtingen, maar Fermín staat spoedig oog in oog met de accordeon van zijn grote voorbeeld. In een kippenhok van mensen blijkt het muziekinstrument het middelpunt van een wedstrijd waarin het zelf de inzet vormt. Fermín krijgt met een ondraaglijke vertoning de lachers op zijn hand en de hardhandige armen en benen tegen zijn lichaam, maar bereikt zijn doel wanneer hij met de trekzak in de hand de tent verlaat. Ignacio heeft zijn ritmische rakker in een agressieve bui verloren op de velden verder richting Taroa.
Fermín vindt eerst de ezel en vervolgens Ignacio gehavend terug en tracht hem enigszins op te krikken om gezamenlijk hun lange voetreis voort te zetten. Na een hevige tocht bereiken de twee vermoeide reisgenoten hun eindbestemming, een klein, uitgestorven dorpje waar de meeste houten hutten geen bewoners meer hebben. Op een stoel zit een vrouw te wachten, zes kinderen om zich heen en een brief van Ignacio’s mentor die reeds jaren eerder is heengegaan.

## Rolbezetting
- Marciano Martínez - Ignacio Carrillo
- Yull Núñez - Fermín Morales
- Agustín Nieves - Nine
- José Luis Torres - Meyo Castro
- Guillermo Arzuaga - Efraín Hernandez (accordeonduel)
- Rosendo Romero - deelnemer accordeonduel
- José Luís Torres - deelnemer accordeonduel
- Beto Rada - koning vallenato
- Erminia Martínez - Guajira-vrouw
- Justo Valdez - Batata
- Juan Bautista Martínez - marimbaspeler
- Carmen Molina - winkelier